# Bilal Khan (Cricketspieler)
Bilal Khan (Urdu بلال خان; * 10. Mai 1999 in Peschawar, Pakistan) ist ein omanischer Cricketspieler, der seit 2015 für die omanische Nationalmannschaft spielt.

## Aktive Karriere
Khan spielte zwischen 2007 und 2009 First-Class Cricket für Peschawar im nationalen pakistanischen Cricket. Nachdem er sich dort nicht durchsetzen konnte, zog er im Jahr 2011 nach Maskat, um dort in einem Büro zu arbeiten. Er absolvierte seine Qualifikationszeit und war ab 2015 für Oman spielberechtigt. Er geb sein Debüt im Twenty20-Cricket im November 2015 gegen Hongkong. Im ersten Spiel erzielte er drei Wickets (3/29) und in der zweiten Begegnung der Serie gelangen ihm 4 Wickets für 20 Runs. Jedoch hatte er zunächst Probleme sich im Team zu etablieren, da auf Grund der damaligen Regeln nur zwei Spieler des Teams mit einer Qualifikationszeit von vier Jahren in der Aufstellung erlaubt waren. Beim Asia Cup 2016 Qualifier gelangen ihm 3 Wickets für 33 Runs gegen Afghanistan. Auch war er Teil des Teams beim ICC World Twenty20 2016, konnte dort jedoch nicht herausragen. Im Januar 2017 bei einem Acht-Nationen-Turnier in den Vereinigten Arabischen Emiraten gelangen ihm drei Wickets (3/18) gegen Hongkong, wofür er als Spieler des Spiels ausgezeichnet wurde. Sein ODI-Debüt folgte im April beim Finale der ICC World Cricket League Division Two 2019 gegen Namibia. Beim ICC Men’s T20 World Cup Qualifier 2019 konnte er zunächst gegen die Vereinigten Arabischen Emirate (3/23) und Nigeria (3/7) jeweils drei Wickets erzielen. In den Qualifikations-Playoffs des Turniers gelangen ihm dann gegen Namibia 4 Wickets für 19 Runs, was nicht zum Sieg reichte. Als er dann 4 Wickets für 23 Runs gegen Hongkong bei der letzten Qualifikations-Chance erreichte, konnte er damit helfen das Oman sich für die Weltmeisterschaft qualifizierte. Im Januar 2020 erreichte er bei einem heimischen Drei-Nationen-Turnier gegen die Vereinigten Arabischen Emirate drei (3/38) und gegen Namibia vier (4/49) Wickets. Im Februar 2020 erzielte er bei einem Drei-Nationen-Turnier in Nepal gegen die Vereinigten Staaten und beim ACC Western Region T20 2020 gegen Bahrain erreichte er drei Wickets (3/8).
Bei einem heimischen Drei-Nationen-Turnier im September 2021 gelangen ihm vier Wickets (4/47) gegen Nepal. Dem folgte der ICC Men’s T20 World Cup 2021, wobei er gegen Bangladesch drei Wickets (3/18) erreichte. Im Februar 2022 gelangen ihm drei Wickets (3/47) in der ODI-Serie gegen die Vereinigten Arabischen Emirate. Beim ICC Men’s T20 World Cup Global Qualifier Group A 2022 erzielte er im entscheidenden Halbfinale gegen Irland 3 Wickets für 23 Runs, was jedoch nicht zum Sieg reichte. In der Folge konnte er im Rahmen der ICC Cricket World Cup League 2 2019–2023 konstant herausragen. Im März erreichte er bei einem Drei-Nationen-Turnier in den Vereinigten Arabischen Emiraten fünf Wickets (5/31) gegen den Gastgeber, bevor er weitere vier (4/42) und fünf (5/60) gegen Namibia erzielte. Im April folgte bei einem Drei-Nationen-Turnier in Papua-Neuguinea gegen den Gastgeber drei (3/39) und fünf (5/54) Wickets und gegen Schottland drei weitere Wickets (3/47). In den Vereinigten Staaten folgten gegen den Gastgeber im Juni weitere drei Wickets (3/56). Im November konnte er bei einem heimischen Vier-Nationen-Turnier gegen Saudi-Arabien 3 Wickets für 20 Runs, wofür er als Spieler des Spiels ausgezeichnet wurde. Im April 2023 gelangen ihm im Halbfinale des ACC Men’s Premier Cup 2023 vier Wickets (4/44) gegen die Vereinigten Arabischen Emirate. Beim ICC Cricket World Cup Qualifier 2023 erreichte er fünf (5/55) Wickets gegen Schottland und drei Wickets (3/75) gegen die Niederlande. Jedoch verpasste Oman bei dem Turnier die Qualifikation. Anders war dies bei der asiatischen Qualifikation für die Twenty20-Weltmeisterschaft im November, als er gegen Nepal zwei Mal drei Wickets (3/30 und 3/26) erreichte und so half die Qualifikation zu sichern. Beim ACC Men’s Premier Cup 2024 gelangen ihm gegen die Vereinigten Arabischen Emirate (3/11) und Hongkong (3/36) jeweils drei Wickets. Er wurde daraufhin für den ICC Men’s T20 World Cup 2024 nominiert, konnte dort jedoch nicht herausstechen.